# Conus flavus
Espèce
Statut de conservation UICN

 LC  : Préoccupation mineure
Conus flavus est une espèce de mollusques gastéropodes marins de la famille des Conidae.
Comme toutes les espèces du genre Conus, ces escargots sont prédateurs et venimeux. Ils sont capables de « piquer » les humains et doivent donc être manipulés avec précaution, voire pas du tout.

## Description
La taille de la coquille varie entre 45 mm et 78 mm.

## Distribution
Cette espèce marine est présente au large des Philippines, de la Nouvelle-Guinée ; des Îles Salomon et des Fidji.

### Niveau de risque d’extinction de l’espèce
Selon l'analyse de l'UICN réalisée en 2011 pour la définition du niveau de risque d'extinction, cette espèce est présente au large des côtes des Philippines, de la Papouasie-Nouvelle-Guinée, des îles Salomon et des Fidji. Cette espèce est présente dans une large gamme indiquant une abondance raisonnable dans la nature. Elle est donc inscrite dans la catégorie " préoccupation mineure ".

## Taxonomie

### Publication originale
L'espèce Conus flavus a été décrite pour la première fois en 1985 par le malacologiste Dieter Röckel (1922-2015) dans la publication intitulée « Spixiana »,.

### Synonymes
- Asprella flava (Röckel, 1985) · non accepté
- Conus (Phasmoconus) flavus Röckel, 1985 · appellation alternative
- Graphiconus flavus (Röckel, 1985) · non accepté

## Identifiants taxonomiques
Chaque taxon catalogué par les bases de données biologiques et taxonomiques possède un identifiant qui permet d'établir un point de référence. Les identifiants de Conus flavus dans les principales bases sont les suivants :
BOLD : 655871 - CoL : 5ZY2T - GBIF : 5857069 - iNaturalist : 431974 - IRMNG : 11704023 - TAXREF : 138044 - UICN : 192266 - WoRMS : 426501